# 華爾登山 (亞利桑那州)
華爾登山（英語：Wellton Hills）是位於美國亞利桑那州尤馬縣的一個人口普查指定地區。根據2010年美國人口普查，該地人口為258人，而該地的面積約為1.66平方千米。

## 地理
華爾登山的座標為32°37′23″N 114°08′43″W / 32.62306°N 114.14528°W，而該地最高點為海拔高度111米（即364英尺）。